# Depressão profunda BOB 05 (2021)
A depressão profunda BOB 05 foi um ciclone tropical mortal na Índia e no Sri Lanka e associada as monções, deixou 41 mortos. Foi a oitava depressão da temporada de ciclones no Índico Norte de 2021.

## História da tormenta
Em 6 de novembro, o IMD observou a formação de uma circulação ciclônica no sudeste da Baía de Bengala, perto de Sumatra. Dois dias depois, às 13:30 UTC (19:00 IST), o JTWC começou a rastrear o mesmo sistema que o Invest 91B . Em 9 de novembro, sob a influência da circulação ciclônica, uma área de baixa pressão formou-se sobre a mesma área. No dia seguinte, ele foi atualizado para uma área de baixa pressão bem marcada após observar a formação de um vórtice definido associado ao sistema. Às 15:00 UTC (21:30 IST), o IMD o atualizou ainda mais para uma depressão, pois sua estrutura convectiva havia melhorado significativamente. Mais tarde, às 19:30 UTC (01:00 IST), o JTWC emitiu um TCFA para o sistema. Às 09:00 UTC de 11 de novembro, o JTWC o declarou como um ciclone tropical e foi chamado de 04B .

## Enchentes e deslizamentos

### Preparativos e estragos

#### Índia
Vários alertas vermelhos foram emitidos para várias áreas na Índia, incluindo Cuddalore, Viluppuram, Sivaganga, Ramanathapuram, Karaikalm, Thiruvallur, Chennai, Kanchipuram, Chengalpattu, Viluppuram e Tiruvannamalai de 10 a 11 de novembro.
Mais de 11.000 pessoas foram deslocadas na Índia devido às chuvas do BOB 05.

#### Tamil Nadu
O estado teve seu primeiro surto de fortes chuvas em 6 de novembro, o que o IMD atribuiu a uma circulação ciclônica na Baía de Bengala. Esse sistema acabaria se fortalecendo no BOB 05. Uma estação meteorológica da época registrou a quantidade máxima de chuva para o dia, 23 centímetros (230 mm; 9,1 pol). A precipitação chegou a 21 centímetros (210 mm; 8,3 pol.) Em Nungambakkam e Ambattur . Em 8 de novembro, o primeiro alcançaria seu valor total máximo de 21,5 centímetros (215 mm; 8,5 pol). Devido às inundações, que se prolongaram de 8 a 9 de novembro, o estado emitiu um feriado escolar. Em 7 de novembro, três pessoas morreram em consequência do desastre e outras duas desapareceram. As inundações também causaram interrupções no tráfego em Chennai, e avisos de inundação foram emitidos para Vellore quando o rio Mordhana transbordou. Devido às chuvas contínuas, um grande reservatório do estado também deveria atingir sua capacidade máxima. Naquele dia, 650 famílias também foram resgatadas em uma área residencial. Enquanto isso, os esforços de socorro e limpeza para os cidadãos deslocados do estado começaram.

Depressão BOB 05 chegando a Tamil Nadu

Em 9 de novembro, cinco pessoas morreram. Os residentes no norte de Chennai tiveram que lidar com enchentes que atingiram os joelhos, e alguns já haviam recorrido a piscinas e outras opções disponíveis para evitar se molhar. O centro de Chennai foi o mais atingido na cidade, pois dois canais e um rio transbordaram na área, causando grandes enchentes. Muitas pessoas perderam suas casas e dizem que cobras estiveram presentes em suas casas. Os alertas de enchentes estavam em vigor nas áreas afetadas, já que os residentes expressaram preocupação com as vacas vadeando nas águas da enchente durante a tempestade. Além disso, devido à chuva contínua, Chennai foi colocado em alerta vermelho. Os reservatórios continuaram a derramar água e o Ministro da Receita e Gestão de Desastres de Tamil Nadu anunciou que 538 cabanas e quatro casas foram danificadas. As atividades escolares também foram canceladas pela administração estadual até 9 de novembro.
Devido à chuva contínua, mais sete pessoas foram adicionadas ao número de mortos, elevando o total para 12 em 10 de novembro. No distrito de Tiruchirappalli, quase 200 acres (81 hectares) de campos de arroz foram danificados e inundados pelas enchentes, enquanto o fechamento de estradas e desvios de tráfego permaneceram em Chennai. Além da metrópole, o IMD emitiu um alerta vermelho para Viluppuram e Cuddalore, pois a chuva forte deve persistir. Uma criança foi morta pelo desabamento de um muro no distrito de Thanjavur, enquanto uma mulher idosa morreu eletrocutada em Tiruchirapalli. Como resultado, o número de mortos no estado aumentou para 14. Os voos em Chennai também foram suspensos ou desviados para outros aeroportos.

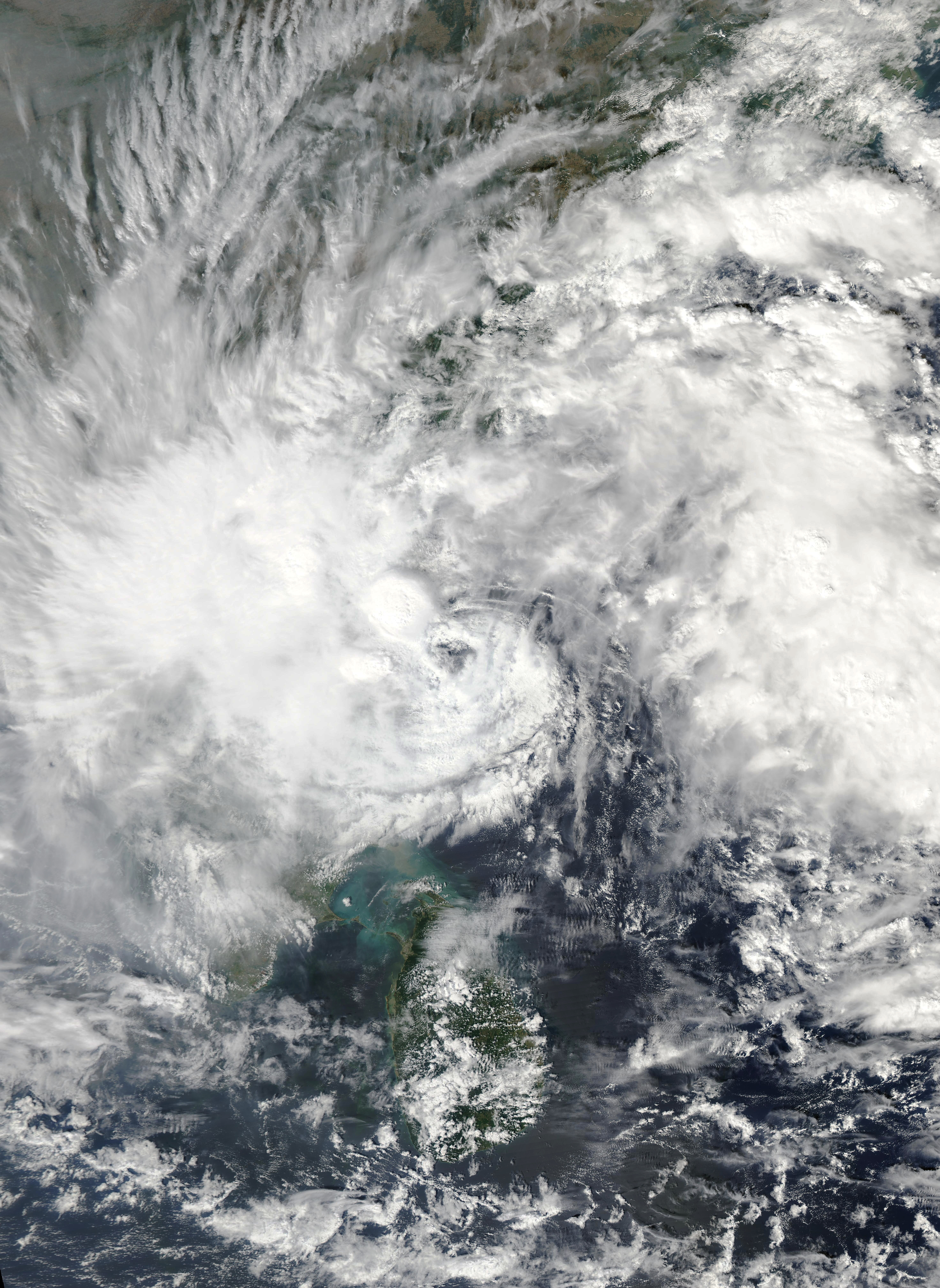
Imagem de satélite da depressão BOB 05

Em 11 de novembro, o número de mortes humanas no evento permaneceu em 16, com 157 mortes de gado. A polícia estadual também resgatou e considerou morto um sujeito inconsciente; no entanto, ele sobreviveu quando foi levado para o hospital. Em Chennai, cerca de 444 áreas residenciais também foram inundadas. Avisos de inundação foram emitidos para as áreas afetadas, especialmente para aqueles que vivem perto do rio Arani . BOB 05 despejou a maior parte da chuva no estado, com 23 centímetros (230 mm; 9,1 pol.) Caindo em Tambaram e Chengalpattu naquele dia. As equipes da Força Nacional de Resposta a Desastres também vieram para o antigo e Cuddalore para estabilizar e ajudar as administrações da área para provável assistência, enquanto o sul de Chennai perdeu energia devido às fortes chuvas naquele dia. Como precaução, os serviços ferroviários foram suspensos e as operações no Supremo Tribunal de Madras foram restritas às forças esqueléticas. Reservatórios em todo o estado também estão tendo um aumento nos níveis de água. Em Tamil Nadu, operações de socorro também foram realizadas, e o governo estadual formou um comitê para examinar a quantidade de danos às plantações como resultado das chuvas.
Áreas na capital do estado, Chennai, foram inundadas e funcionários do governo tiveram que usar bombas para drenar comunidades que estavam encalhadas em águas profundas. A tempestade trouxe o maior total de chuva em um único dia desde 2015, quando atingiu mais de 49,4 centímetros (494 mm; 19,4 pol.) Em 1º de dezembro. Em 11 de novembro de 2021, Chennai recebeu 21 centímetros (210 mm; 8,2 pol.) De chuva.

#### Andhra Pradesh
As autoridades em Andhra Pradesh tiveram que resgatar habitantes perdidos em Kosasthalaiyar devido às enchentes causadas pela depressão. Pelo mesmo motivo, uma aldeia foi isolada das principais rodovias. Também foram estabelecidos centros de controle para distritos em todo o estado que poderiam sofrer chuvas excessivas em decorrência do sistema. A precipitação totalizou 18 centímetros (180 mm; 7,1 pol.) Em Sullurpeta, Nelore, e 14 centímetros (140 mm; 5,5 pol.) Em Tada . Com 21,6 centímetros (216 mm; 8,5 pol.), Chittoor recebeu o máximo do sistema. Devido ao mau tempo, as atividades escolares também foram canceladas. As equipes da Força Nacional de Resposta a Desastres também foram designadas a Nelore e Chitoor no caso de uma missão de resgate. A tempestade teria causado danos à rota Tada-Srikalahasti, deixando os motoristas presos. Tanques de irrigação também foram quebrados. Avisos de vento foram emitidos para portos em todo o país, e os pescadores foram encorajados a não viajar para a área impactada da Baía de Bengala entre 11 e 12 de novembro. Várias árvores também foram destruídas e houve um pequeno deslizamento de terra.

#### Sri Lanka
Deslizamentos de terra feriram cinco pessoas no país, e as enchentes mataram 25 pessoas no país.

## Análise de causas

### Planejamento urbano descontrolado e construções

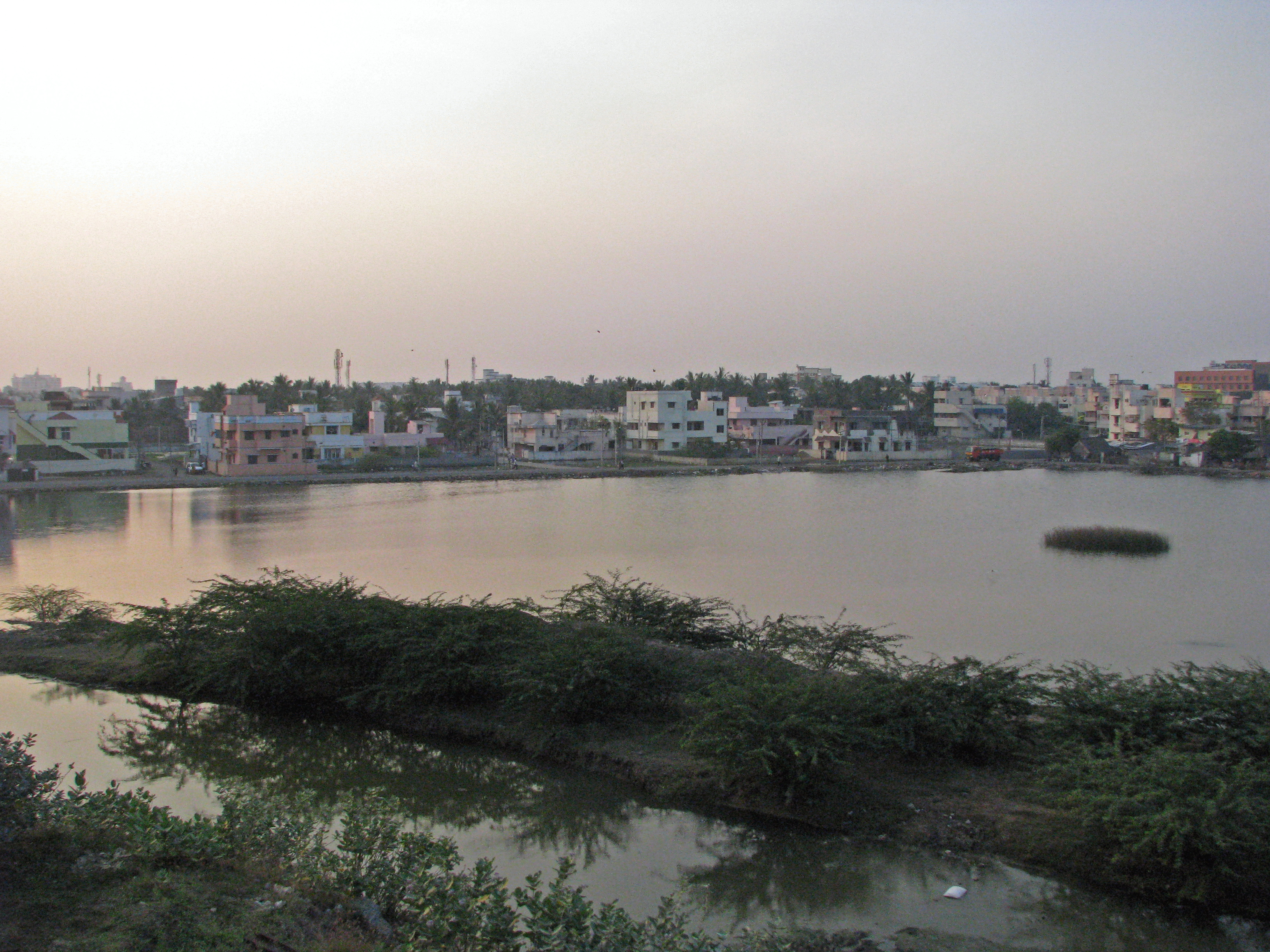
Um local muito próximo do lago Velacheri Eri

A maioria das ruas principais de Chennai como - Raja Mannar Salai (KK Nagar), Sivaswamy Salai (Mylapore), EVR Salai, Gandhi Irwin Road, Jawahar Nagar ( Sembium), 70 Feet Road, (Peravallur), Dr. Ambedkar Road ( Pulianthope), Perambur Barracks Road, Torre do Relógio, Mullai Nagar Bridge (Vyasarpadi), etc. - foram submersas e, assim, fechada antes de as fortes chuvas e alerta vermelho anunciados para a cidade para o dia 11 de novembro. Vários metrôs como Vyasarpadi Subway, Ganeshapuram, Ajax's Subway, Gengu Reddy, Madley Subway, Duraiswamy, Palavanthangal, Tambaram, Aranganathan, Villivakkam e Kakhan Bridge Subway também foram fechados. A razão pela qual o excesso de alagamento foi visto em áreas específicas foi a expansão da aglomeração urbana não planejada. Era uma vez, os lugares que eram lagos, agora encolheram.
O Velachery Eri em Velachery, de acordo com um artigo do The Federal, perdeu 81% de sua superfície original desde 1973 e agora é um centro econômico em Chennai . O rápido ritmo de desenvolvimento imobiliário nas últimas duas décadas resultou no encolhimento do corpo d'água de 265 acres para 55 acres agora. O governo alocou 53 acres para o Tamil Nadu Housing Board e 34 acres para o Tamil Nadu Slum Clearance Board para o desenvolvimento habitacional. Esses lagos foram invadidos por projetos habitacionais da TNHB e pelo famoso Sistema de Trânsito Rápido de Massa (MRTS) de Chennai. O mesmo é o conto do lago Kolathur.
De acordo com Karen Coelho, do Instituto de Estudos de Desenvolvimento de Madras, "nas décadas de 1970 e 1980, o Tamil Nadu Housing Board (TNHB) e a Autoridade de Desenvolvimento Metropolitano de Chennai desenvolveram planos para encher lagos 'disfuncionais' para criar terrenos para habitação, mercados e ônibus estações. Em Ambattur e Mogappair, as colônias habitacionais da TNHB para grupos de renda média e alta foram construídas no leito do lago como parte dos 'projetos de lagos' financiados pelo Banco Mundial. Não surpreendentemente, as colônias de TNHB estavam relativamente seguras em suas casas mais afetadas, como Avadi, durante as inundações recentes. "

### Radares quebrados
Chennai testemunhou fortes chuvas durante a noite. De acordo com relatos, esta foi a maior quantidade de chuva em um período de 24 horas em Chennai desde 2015. Somado a isso, estava o sistema de previsão do tempo quebrado e desatualizado que estava sendo usado pelo Centro Meteorológico Regional de Chennai . Como resultado, o Centro Meteorológico Regional não conseguiu prever que a cidade testemunharia tais chuvas fortes em um curto período de 24 horas. Um funcionário do Centro Meteorológico Regional de Chennai confirmou que dois radares meteorológicos - um em Chennai e outro em Karaikal - estavam em manutenção em 6 de novembro, falhando completamente em prever chuvas recordes em 7 de novembro.
Esta não é a primeira vez que um ou mais radares meteorológicos ao redor da cidade param de funcionar antes de fortes chuvas. Em novembro de 2020, uma semana antes do ciclone Nivar, o site do Centro Meteorológico Regional mostrou que o radar meteorológico Karaikal Doppler estava em manutenção. Portanto, em novembro de 2020, a estação meteorológica teve que contar com um radar apenas, o Sriharikota.

## Ligações extermas
- JTWC Melhor Rastreamento de Dados do Ciclone Tropical 04B (Quatro)
- 04B. QUATRO do Laboratório de Pesquisa Naval dos EUA